# Viaducto Miguel Alemán
El Viaducto Miguel Alemán es una vía rápida que atraviesa la zona central de la Ciudad de México de poniente a oriente y visceversa. Recibe su nombre del Presidente Miguel Alemán y fue inaugurada en septiembre de 1950. En el centro de la avenida hay un cajón de concreto que contiene varios ríos entubados para controlar inundaciones. El Viaducto originalmente fue previsto por el arquitecto Carlos Contreras Elizondo en 1925, junto con otras avenidas principales, como el Anillo Periférico, e inaugurado en septiembre de 1950.

## Detalles

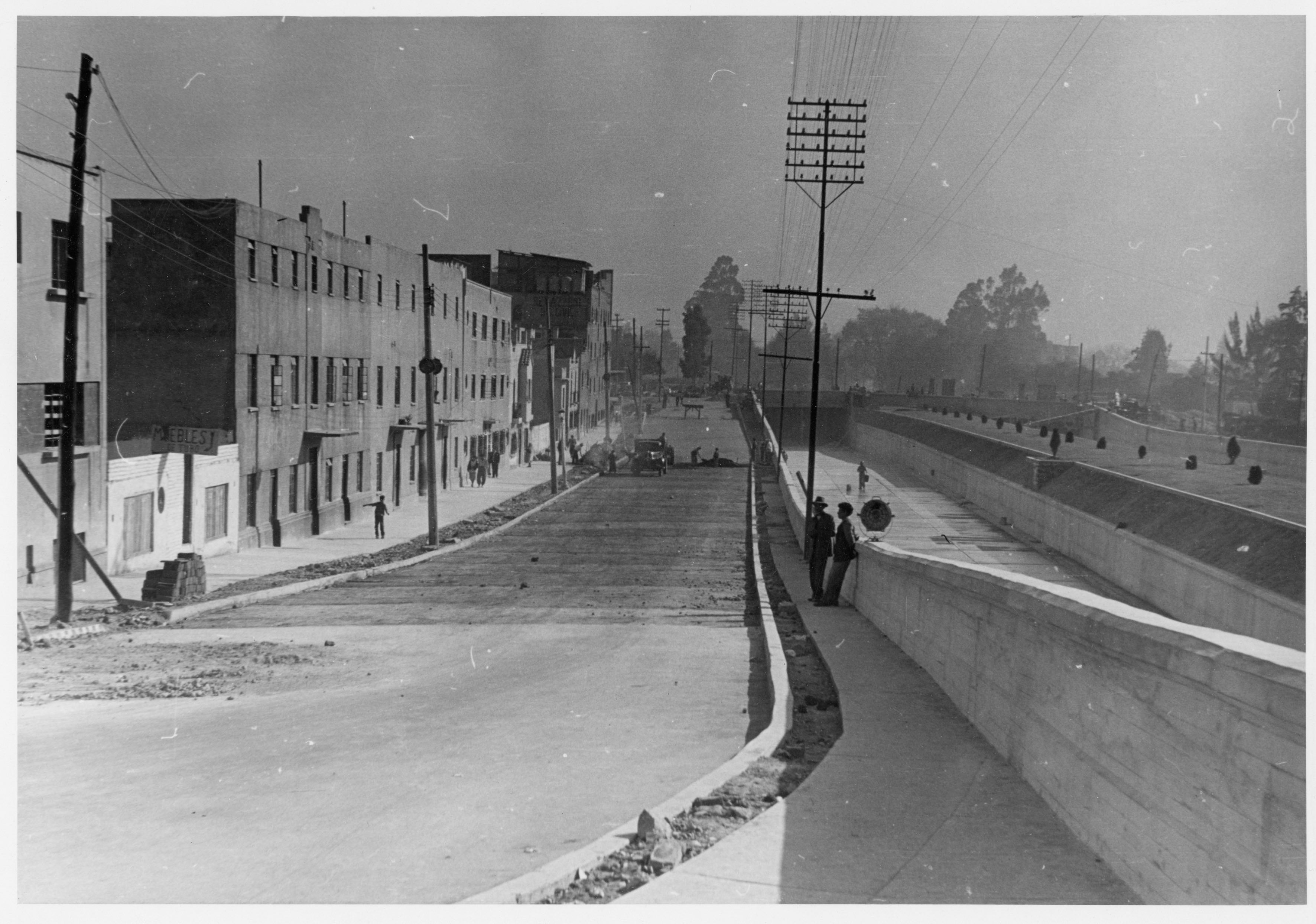
Construcción del viaducto, ca. 1950.

El Viaducto comienza al pie de la colonia Bellavista; y termina en la calzada Ignacio Zaragoza, en la colonia Aviación Civil. El Viaducto Miguel Alemán pasa por las colonias Bellavista, Tacubaya, Nápoles, Escandón, Del Valle, Roma, Narvarte. Por su parte, el Viaducto Río Piedad pasa por colonias como Jamaica, Magdalena Mixhuca, Jardín Balbuena, Unidad Morelos, Granjas México, Ignacio Zaragoza, Puebla y Aviación Civil.
El viaducto recibe tres nombres diferentes en su recorrido por la Ciudad de México.
- El primero es Viaducto Miguel Alemán desde la Colonia Bellavista hasta el trébol de la calzada de Tlalpan.
- El segundo nombre que recibe es Viaducto Río Becerra  desde el cruce con el eje 5 San Antonio y la Avenida Patriotismo (Circuito Bicentenario) hasta la calle Minería.
- El último nombre que recibe es Viaducto Río de la Piedad desde el trébol de la calzada de Tlalpan hasta la calzada Ignacio Zaragoza.

El Viaducto es elevado en los carriles centrales de San Antonio hasta la calle Nueva York. A partir de ahí, los carriles centrales son a desnivel hasta el Eje 3 Oriente, y el resto del viaducto es a nivel de las demás calles. En la zona en donde es elevado lo atraviesan por debajo tres calles que son Augusto Rodin-Calle 21, Texas-Calle 4 y Pensilvania-Puente La Morena. En su tramo a desnivel lo atraviesan 19 puentes y las avenidas que lo cruzan son Nebraska, Avenida de los Insurgentes, Av. Coyoacán, Av. Medellín (Eje 3 Poniente), Av. Monterrey (Eje 2 Poniente), Av. Cuauhtémoc (Eje 1 Poniente), Dr. Vértiz, Eje Central Lázaro Cárdenas, Bolívar, Isabel la Católica, 5 de Febrero, Calz. de Tlalpan, Marcos Carrillo, Andrés Molina Enríquez (Eje 1 Oriente), Calz. de la Viga, H. Congreso de la Unión (Eje 2 Oriente), Av. Francisco del Paso y Troncoso - Av. Azúcar (Eje 3 Oriente), Av. Añil - Av. Morelos (Eje 3 Sur), Circuito Bicentenario, Av. 16, Calle 47 y Av. 8.